# Денем, Диксон
Диксон Де́нем (англ. Dixon Denham; 1 января 1786, Лондон — 8 мая 1828, Фритаун, Сьерра-Леоне) — английский военный и путешественник, исследователь Западной Африки.

## Биография
Денем родился в Лондоне, в юности служил канцеляристом у управляющего большим загородным поместьем. Затем он учился в школе Мерчант-Тэйлорз на солиситора, однако у него не было склонности к юридической деятельности и в 1811 году Денем записался в армию. Диксон служил в 23-м полку королевских уэльских фузилёров, затем был переведён в 54-й пехотный полк, участвовал в военных кампаниях в Португалии, Испании, Франции и Бельгии, получил медаль Ватерлоо, хотя в знаменитом сражении он не участвовал.
В 1821 году Денем вызвался сопровождать экспедицию доктора Уолтера Оудни и Хью Клэппертона, отправленную британским правительством через Триполи в центральный Судан. Он присоединился к экспедиции в Мурзуке. Оттуда исследователи двинулись через Сахару в Борну (северо-восток современной Нигерии) к бассейну озера Чад. Они добрались до города Кука, столицы Борну, 17 февраля 1823 года. Там Денем против воли своих компаньонов принял участие в набеге с целью захвата рабов в горах Мандара (на границе современных Нигерии и Камеруна), но участники набега встретили достойное сопротивление и Денем чудом вернулся живым. К этому времени Денем и Клэппертон испытывали друг к другу глубокую антипатию, поэтому далее путешественники разделились — Оудней с Клэппертоном в декабре 1823 года отправились исследовать государства хауса, а Денем остался позади. Он исследовал западный, южный и юго-восточный берега озера Чад, а также нижние течения рек Ваубе, Логон и Шари.
Вернувшись в Англию в 1825 году, Денем стал настоящей знаменитостью. В декабре 1826 года он получил звание подполковника и был направлен в Сьерра-Леоне. В 1828 году Денем был назначен губернатором колонии, но через пять недель после вступления в должность скончался от жёлтой лихорадки, как и его предшественник на этом посту — Нил Кэмпбелл.

## Сочинения
- Dixon Denham: Narrative of Travels and Discoveries in Northern and Central Africa in the Years 1822, 1823 and 1824 by Major Denham, Captain Clapperton and the late Dr. Oudney (1826)